# Delias aganippe
Delias aganippe (Engels: Wood White) is een dagvlinder uit de familie witjes, Pieridae.
De spanwijdte van de Delias aganippe bedraagt tussen de 60 en 70 millimeter. De vleugels zijn aan de bovenzijde zilvergrijs met zwart. De onderzijde heeft de wit met zwart als basiskleur en heeft rode en gele vlekken.
De vlinder komt voor op het Australische continent. De waardplanten van de rupsen komen uit de geslachten Exocarpos, Santalum en Amyema.